# 군산내흥초등학교
군산내흥초등학교는 대한민국 전북특별자치도 군산시 내흥동에 있는 공립 초등학교이다.

## 학교 연혁
- 1969. 10. 29 옥구군 성산국민학교 내흥분교장 개장
- 1973. 07. 01 군산구암국민학교 내흥분교장 개명(행정구역 개편)
- 1974. 03. 16 군산내흥국민학교로 독립 승격(6학급 편성)
- 1996. 03. 01 군산내흥초등학교로 개칭
- 2020. 09. 01 제22대 김윤범 교장 부임
- 2021. 01. 15 제47회 졸업식 1명 졸업(총 797명)
- 2021. 03. 01 초등 5학급 편성
- 2022. 01. 04 제48회 졸업식 6명 졸업(총 803명)
- 2022. 03. 01 초등 5학급 편성
- 2023. 01. 06 제49회 졸업식 3명 졸업(총 806명)
- 2023. 03. 01 초등 6학급 편성
- 2024. 01. 08 제50회 졸업식 10명 졸업(총816명)
- 2024. 03. 01 초등 6학급 편성

## 참고 자료
- 군산내흥초등학교 - 한국교육학술정보원 학교알리미